# Julio Otero Moinelo
Julio Otero Moinelo (La Coruña, España, 10 de abril de 1926 - 5 de enero de 2006) fue un futbolista español que se desempeñaba como defensa.

## Clubes
| Club                    | País   | Año       |
| ----------------------- | ------ | --------- |
| Real Club Celta de Vigo | España | 1949-1956 |
| Real Betis Balompié     | España | 1956-1958 |